# Aire-la-Ville
Aire-la-Ville là một đô thị thuộc bang Geneva ở Thụy Sĩ.
Đô thị này nằm bên tả ngạn sông Rhône, tại vị trí cùng với một đập nước.